# Старе Місто (Тернопільський район)

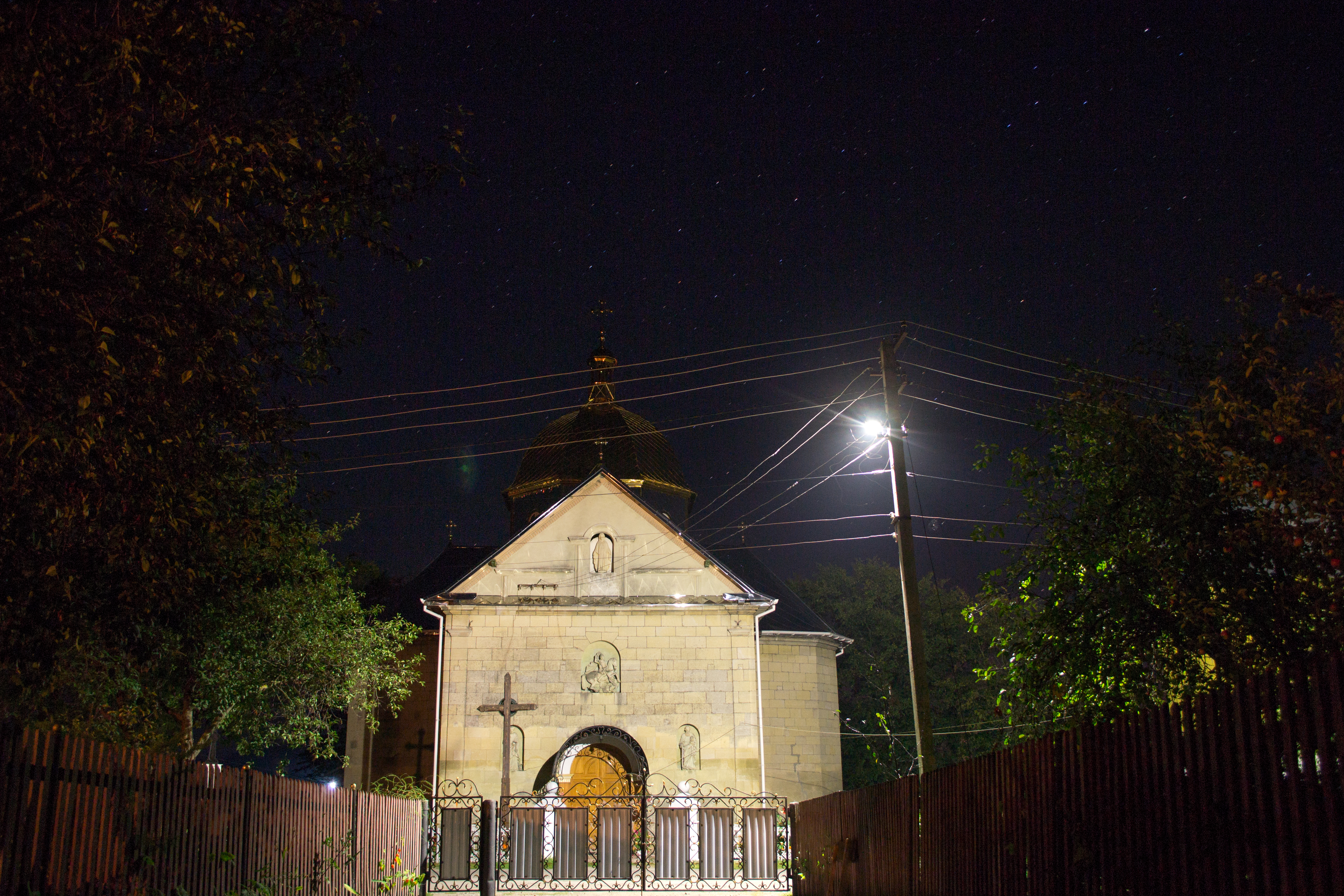
Церква св. Юрія уночі.

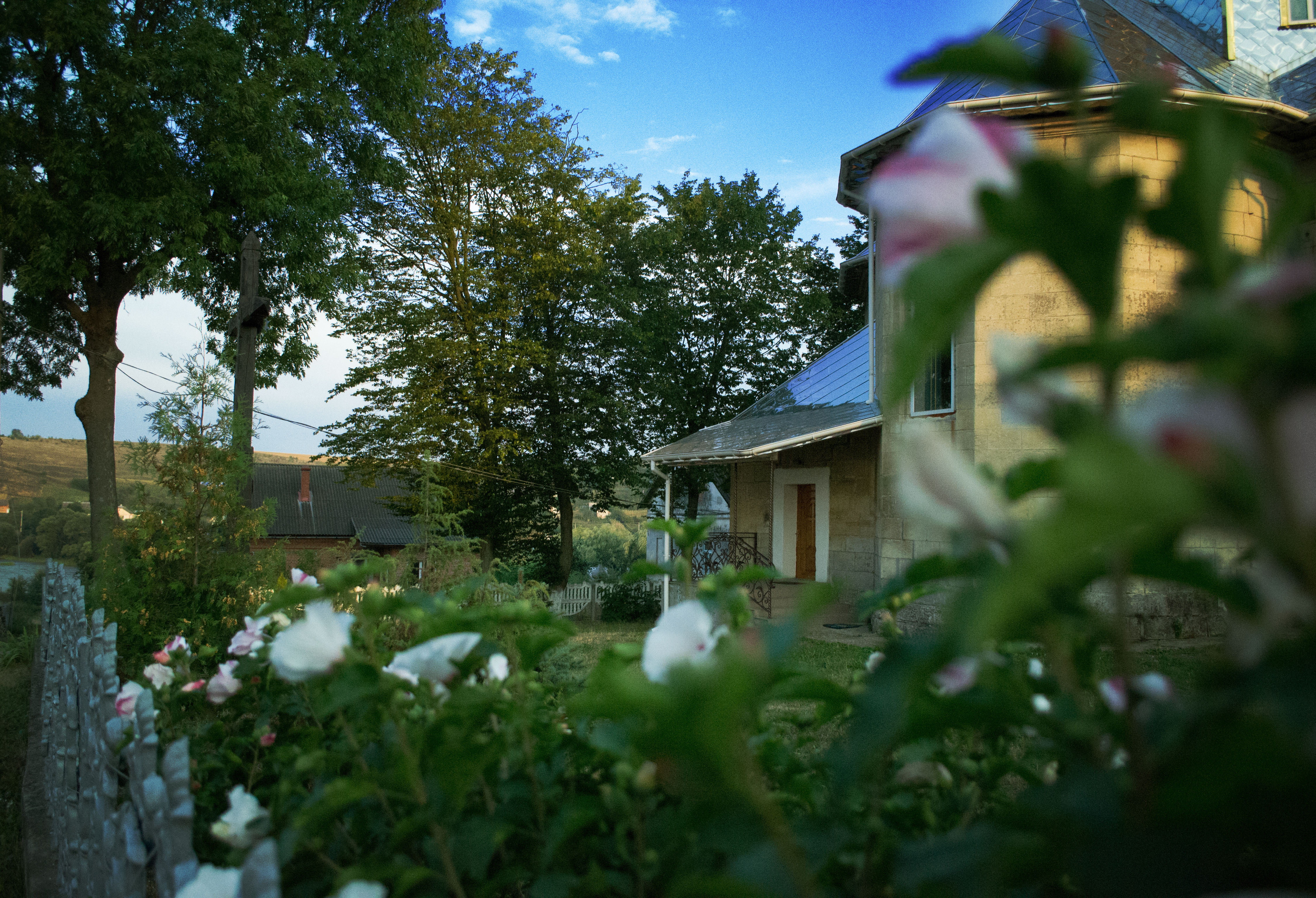
Церква св. Юрія. Вид збоку.

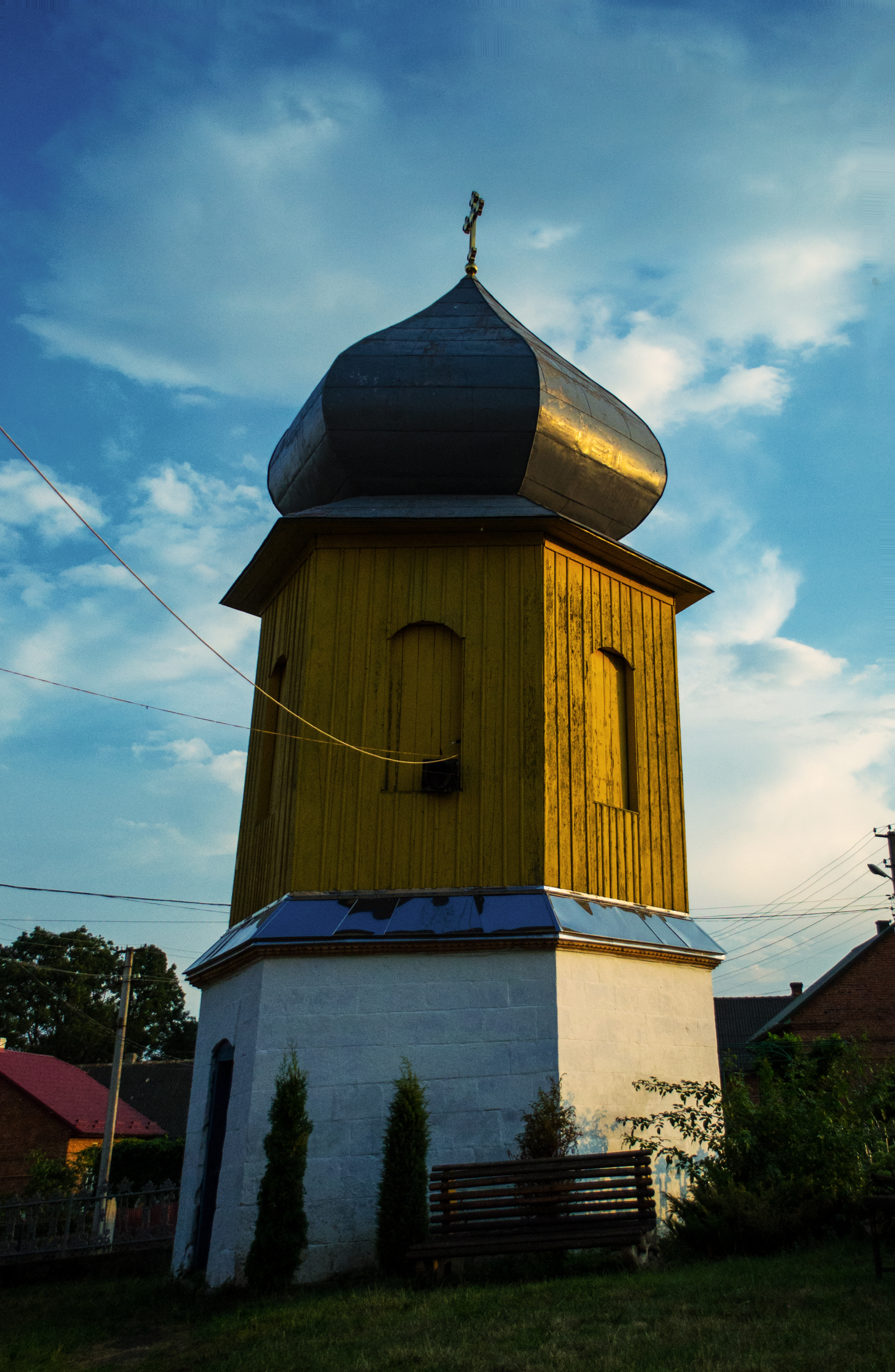
Дзвіниця церкви св. Юрія.

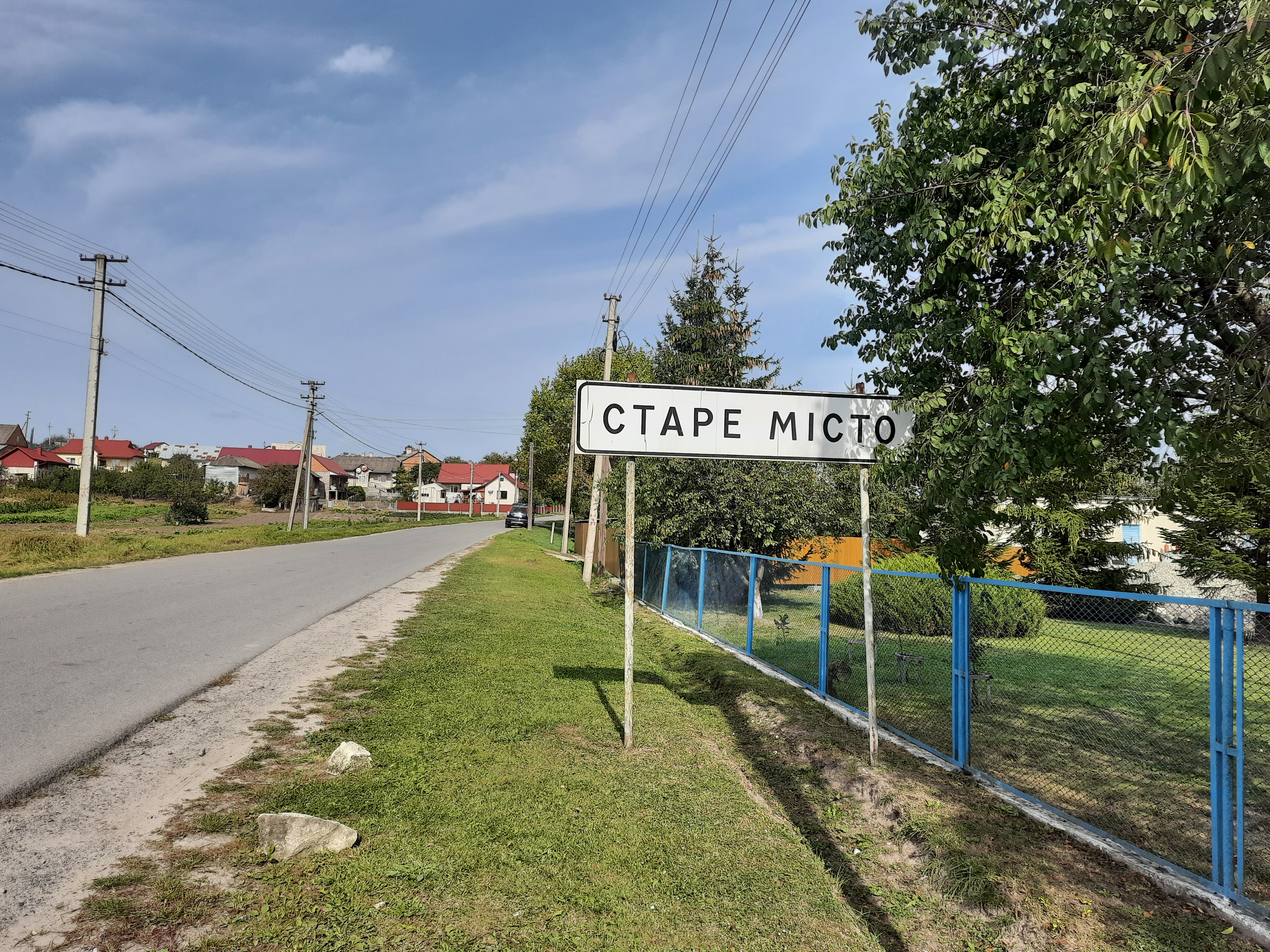
Дорожній знак при в'їзді в село

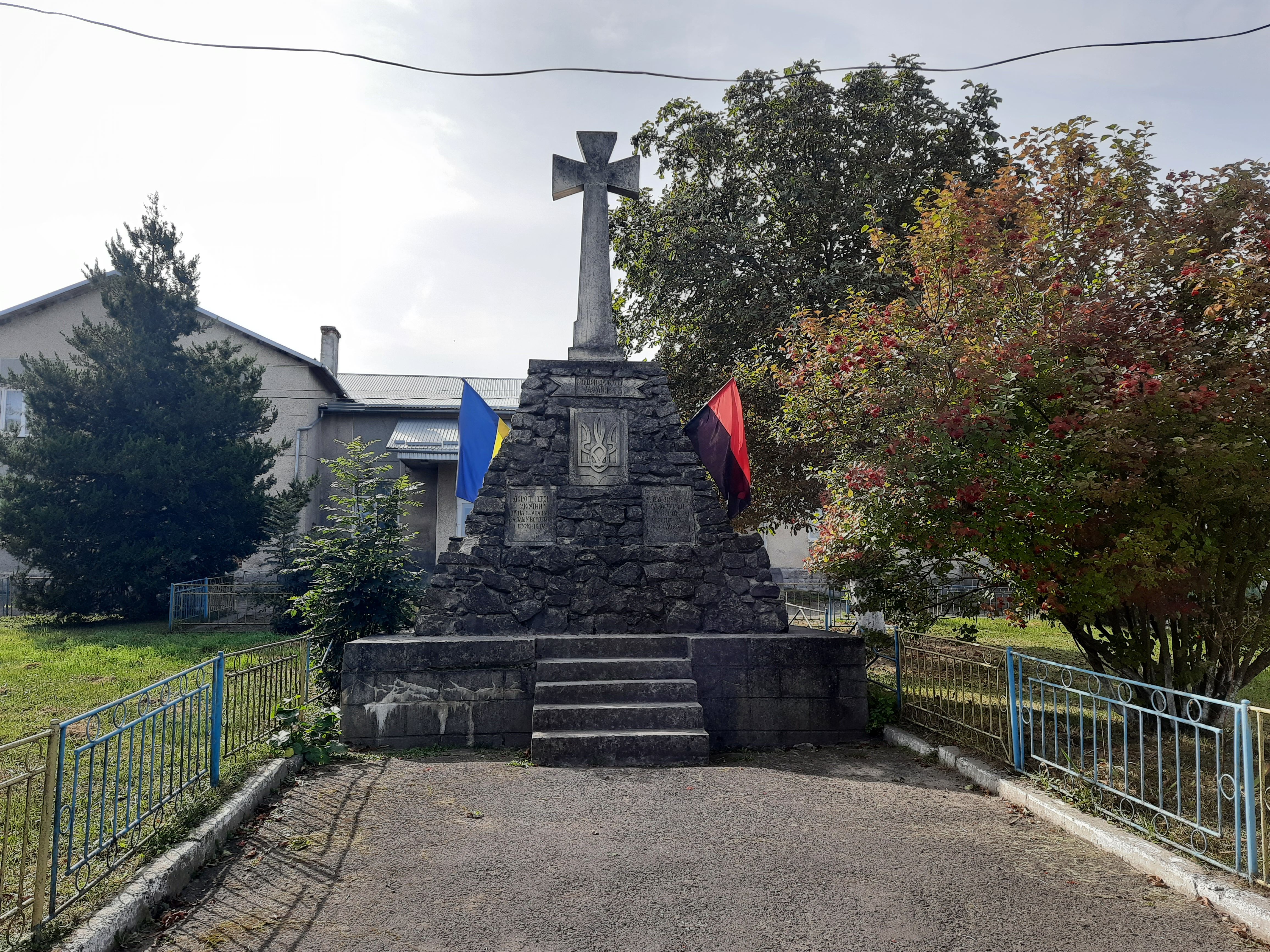
Символічна могила Борцям за волю України

Старе́ Мі́сто —  село в Україні, у Підгаєцькій міській громаді, Тернопільського району Тернопільської області. Розташоване на річці Коропець, на півдні району. До 2020 року - адміністративний центр колишньої однойменної сільради, якій були підпорядковано села Голендра і Загайці. До 1990 року належало до Бережанського району.
Населення — 1107 осіб (2007).

## Населення

### Мова
Розподіл населення за рідною мовою за даними перепису 2001 року:
| Мова            | Кількість | Відсоток |
| --------------- | --------- | -------- |
| українська      | 1093      | 99.91%   |
| інші/не вказали | 1         | 0.09%    |
| Усього          | 1094      | 100%     |

## Історія
За даними церковних хронік, які не дійшли до нас, на території села Старе Місто у XIV столітті існувало поселення з церквою і костелом. Його було знищено татарами, і в середині XV ст. на сусідній дільниці на березі річки Коропець збудовано новий костел і замок, навколо яких розвинулося місто Підгайці. На давній дільниці продовжувало існувати село.
Про історичність Старого Міста свідчить оборонний вал та ознаки згарищ, які можна ще й сьогодні знайти на місцевих городах.
Згідно з записом в 1-му тому збірника середньовічних документів «Akta Grodzkie i Ziemskie…» про Підгайці згадано у 1397 році. У 18-му томі документального збірника «Źródła Dziejowe» вказано, що у 1469 році було переведено на тевтонське (німецьке) право село Підгайці і одночасно засновано поряд місто Підгайці. У цьому ж томі в документі за 1578 рік згадуються поряд із містом Підгайці ще й село Старі Підгайці. З усього можна зробити висновок, що мова йде про село Старе Місто, яке виникло раніше від 1397 р., очевидно, на руському праві, і називалося Підгайці, а після заснування а сусідній дільниці нового міста на магдебурзькому праві, село продовжувало існувати і в 1469 році було переведене на тевтонське право; а ним тривалий час закріпилася назва Старі Підгайці.
У 1498 і 1509 р. всю околицю було зруйновано молдаванами. Відомі напади татар у 1516, 1620, 1621, 1633 роках, польської шляхти у 1618 р., козаків у 1648, 1653, 1655 роках. На полях поблизу Старого Міста 1667 відбулася битва між військами Петра Дорошенка та Яна Собеського.
Діяли українські товариства «Просвіта», «Січ», «Рідна школа» та інші, кооператива.
Коли Старе Місто перейшло під австрійську владу, воно вже було досить відбудоване, нараховуючи 1785 року 116 хат. Як на ті часи це було досить велике поселення. Найбільшого розвитку село досягло в дев'ятнадцятому сторіччі; чималий вплив це мало знесення панщини 1848 року.
Щодо населення, то за переписом з 1910 року, Старе Місто нараховувало 1329 осіб, а 1931 року в селі жило 1550 осіб в 253 хатах.
3 економічного погляду Старе Місто належало до середньо-заможних сіл повіту. Поля, розташовані на північний захід від села, відзначаються лиш середньою урожайністю. Сусідство з Підгайцями, одначе, давало змогу селянам додатково заробляти, або займатися торгівлею.
Наприкінці XIX-го століття діяли «Просвіта», «Січ», «Рідна школа» та інші товариства, кооператива. Матірне Товариство «Просвіта» у Львові своєю розгалуженою працею в містах і селах Східної Галичини збуджувало національну свідомість широких мас українського народу. Дуже позитивно діяли кличі Радикальної Партії, а особливо організування молоді в товаристві «Січ» в перших роках ХХ-го століття. Також новозаснована Українська Націонал-демократична Партія своїми гаслами сприяла розвиткові національної свідомості населення.
Громада Старого Міста, як передова в повіті, заснувала читальню «Просвіти» у 1901 році. Головою був Юрко Гусак, місто головою Василь Черевко, скарбником Іван Цебрій. Читальня спершу приміщувалася у хаті Олекси Ярника, а згодом перенесено її до Василя Брика. Ні один з них не вимагав ніякої заплати за приміщення.
Ще перед 1900 роком зорганізовано хор, що його диригентом був Антін Фецак, а у 1905 році засновано товариство «Січ», відтак драматичний гурток. Керівником був Кадельський, урядовець староства. Згодом Петро Кінасевич, учитель. Поширення та пожвавлення праці читальні «Просвіти» висунули потребу власного, а головно більшого приміщення. З тою ціллю у 1911 році вибрано новий виділ читальні і притуплено до будови власного дому. Виділ читальні та будівельну акцію очолив Іван Цебрій.
Будинок збудовано на краю площі, оподалік цвинтаря «Тудинка», при дорозі, що вела з Підгаєць до Бекерсдорфу. Це був дім критий бляхою, мурований з цегли, з просторою залою в середині та сценою.
Дім простояв до 1938 року, коли його розвалено і на тому місці збудовано новий, більш модерний Народний Дім, з просторою залою, сценою та з кімнатами на наради чи невеликі зібрання.
12 червня 2020 року, відповідно до розпорядження Кабінету Міністрів України № 724-р «Про визначення адміністративних центрів та затвердження територій територіальних громад Тернопільської області» увійшло до складу Підгаєцької міської громади.
19 липня 2020 року, в результаті адміністративно-територіальної реформи та ліквідації Підгаєцького району, село увійшло до складу Тернопільського району.

## Пам'ятки
Є церкви святої Покрови (1854, дерев'яна) та святого Юрія (1931, мурована), капличка святої Покрови (1995), «фіґури» Ісуса Христа (1991) і св. Анни (1992).
Встановлено пам'ятний хрест на честь скасування панщини (відновлено 1991), насипано символічну могилу Борцям за волю України (1994).
Однією з найбільших пам'яток є церква святої Покрови, а також капличка святої Покрови. Церква святої Покрови знаходиться на цвинтарі «Тудинка».
Церква збудована 1854, важливим є те, що вона є дерев'яною. У наш час тут проходять відправи Служб Божих на Великдень.
Також пам'яткою Старого Міста є церква св. Юрія і дзвіниця.

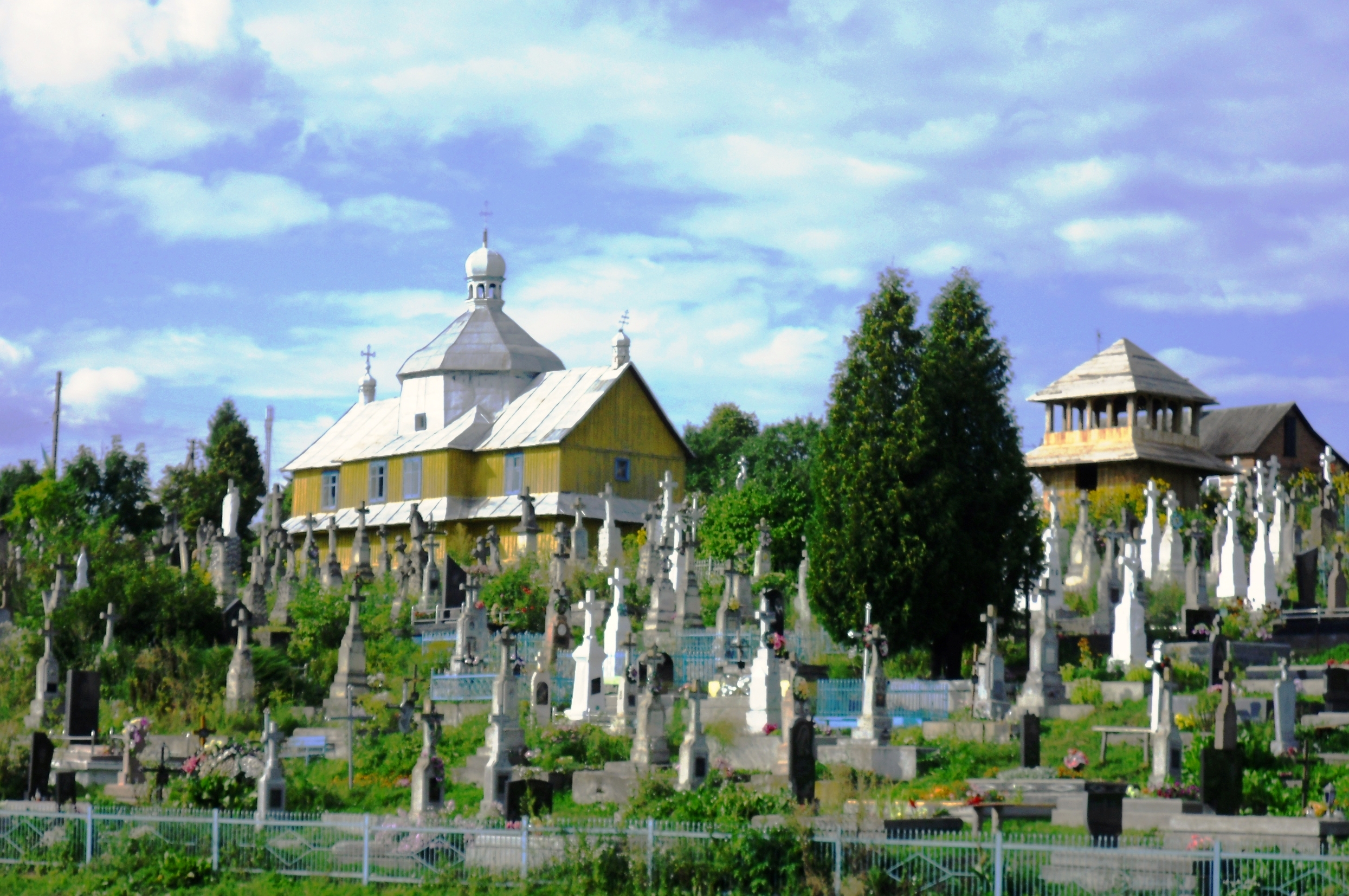
Церква святої Покрови і кладовище на Тудинці (1854, дерев'яна).
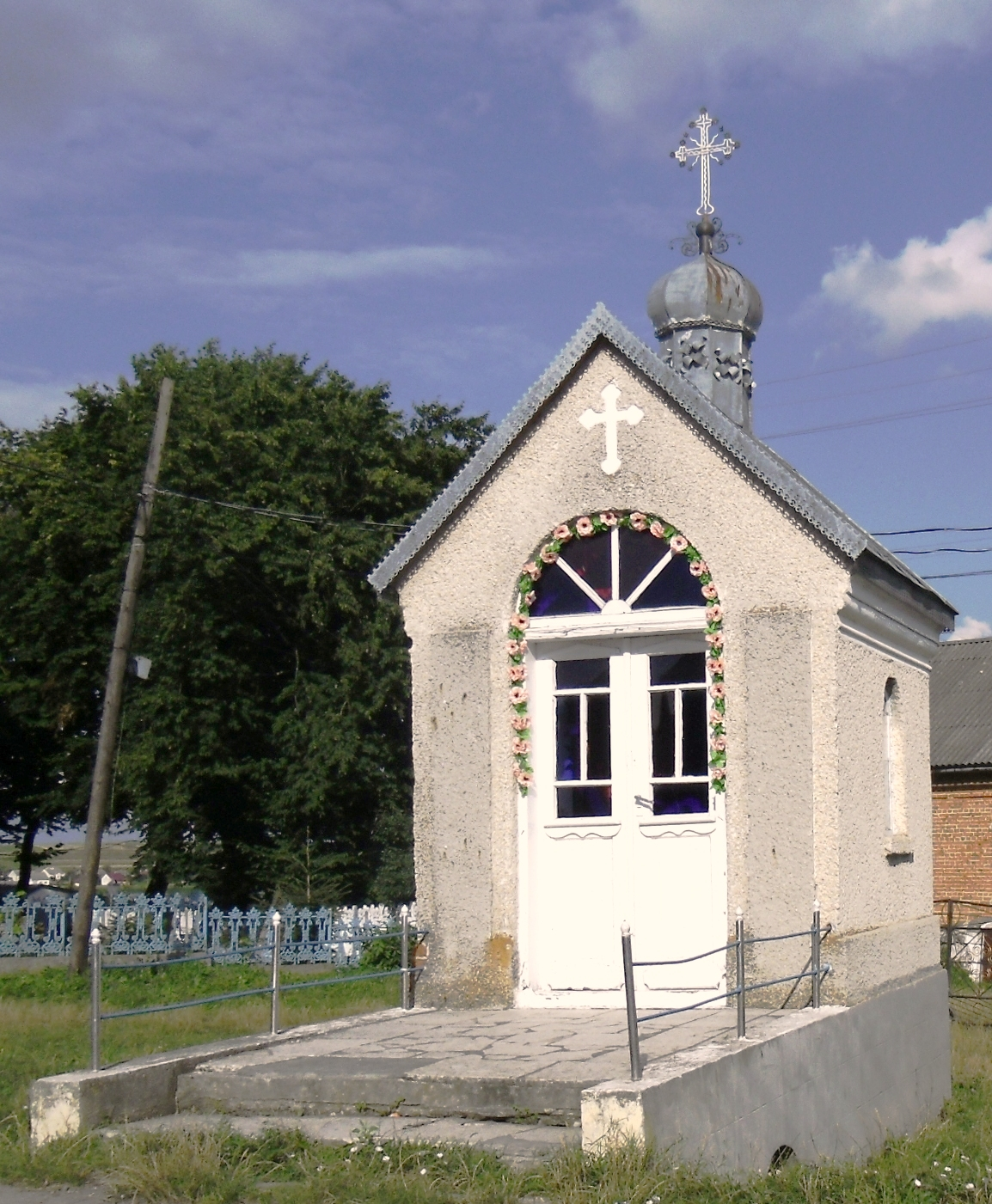
Каплиця Святої Покрови (1995).

## Соціальна сфера
Працюють клуб, бібліотека, ФАП, ТзОВ «Нива», МП «Будівельник», відділення зв'язку, торгові заклади.

## Відомі люди

### Народилися
- Борсук Іван Михайлович (1993—2022) — солдат Збройних сил України, учасник російсько-української війни.
- Роман Голіят — журналіст ,
- Тарас Гунчак — український історик, політолог
- бібліотекар, диригент, громадський діяч М. Кормелюк.
- Орися Гунчак (Паславська) — мати Марка Паславського, який загинув під Іловайськом у серпні 2014 р., чиїм іменем названо гімназію в Підгайцях.